# 中國婚姻史
中国婚姻习惯及制度从古至今历经多番演变，亦伴随社会制度的不断变化发展至今。

## 语源
古时人們以黃昏為吉時，因此「昏」是男女結親的時辰。「婚」本來寫作「昏」，而「姻」本來也沒有女字旁，女子因有了丈夫，父母因子嫁女，所以才叫因。《禮記》注疏說：「婿曰婚，女曰姻。婚以昏時來迎，女則因之而去，故名『婚姻』」。中國婚姻史大致經歷了以下幾個階段：雜亂婚、外婚制、對偶婚和文明婚。

## 史前時期雜亂婚
在七八十萬年乃至百萬年的歷史中，人與其他動物婚姻形態基本接近的。沒有倫理，也沒有道德。如《呂氏春秋》所云：「其民聚生群處，知母不知父，無親戚兄弟夫妻男女之別，無上下長幼之道。」《白虎通義》亦記載：「古之時未有三綱六紀，民但知其母，不知其父。」
在原始社會，婚姻本來就無上下長幼之序，而是聚生群處，正如《列子。湯問》所云：「男女雜遊」。

### 外婚制的產生

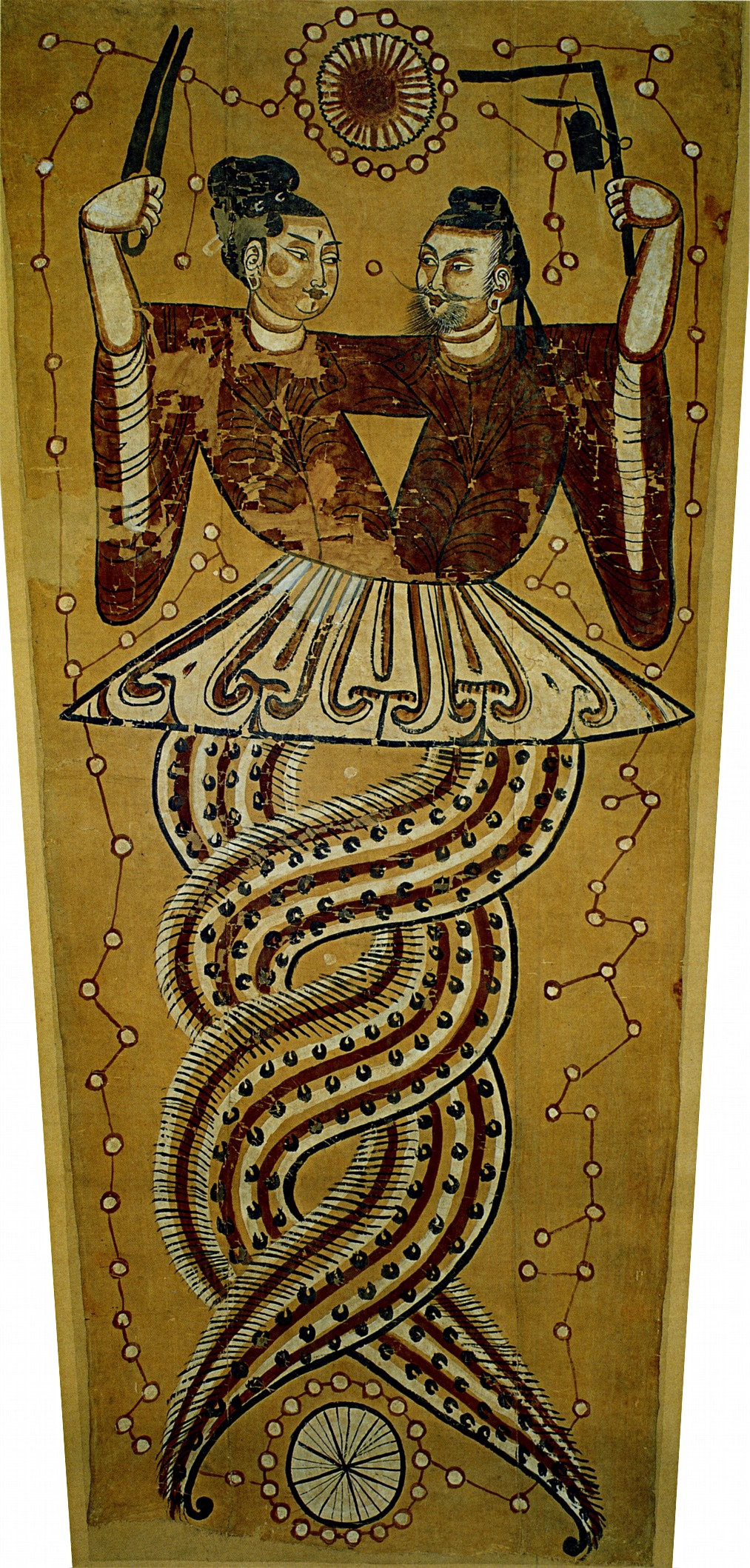
伏羲與女媧

隨著社會發展，在生產力上出現了自然分工，不同年齡階層劃分了不同的團體，對不同輩分不願發生關係，故此開始出現「性禁忌」。縱使如此，亦保留了同輩的血親婚配。如中國許多文獻記載中伏羲女媧的兄妹結婚再造人類的故事。亦有關於兄妹葫蘆的神話傳說
步入西周後，社會制度開始健全，群婚制逐步受到限制。首先血親相姦的亂婚被禁止，隨之後來亦禁止了同胞兄弟姊妹的婚配，接著便是禁止相同姓氏的通婚，古代所謂「同姓不婚」從此源起。關於族外婚的起源有多種見解：它是人類為了避免血親婚配的危害而產生的，自然選擇在排除血親婚配中起重要作用；亦有可能是為了加強鄰近部落間的社會經濟聯繫而產生的；也可能為了克服兩性關係中因猜忌而產生的衝突，逐漸定出婚姻禁忌，最終形成外婚制；還有一種可能就是陌生的異性彼此不熟悉，有一種吸引力導致外婚。

## 先秦時期婚姻形態

### 嫁娶制的產生
嫁娶制興於何時已無法考證，惟漢後學者認為此出於對先王系統的偏好。據墓葬考古發現，新石器時代末期已形成較固定的婚配關係，但其時嫁娶是否成形則尚未知道。
嫁娶制象徵實行父系制度下的從夫居，亦代表和平而禮儀地成婚。
直至先秦時，已有六禮之雛型，只是尚未完備。如《周禮》：「凡嫁子娶妻，入幣純帛無過五兩。」可見當時已有六禮當中之納徵。又有《春秋左傳》記載：「秋，公子翬如齊逆女」是為六禮當中之親迎。

### 離婚和再婚
周前婚姻若有似無，似成不成，因此亦無法談上離婚或再婚，原初不過男離女家而已。直至春秋戰國才慢慢正式化，但亦不代表離異有限制，如孔門三世出妻。

## 西漢時的婚姻制度

### 六禮的完善
到了漢代，六禮可謂經已完成，婚姻程序亦漸漸繁瑣。從上流至平民階級也是崇尚婚嫁奢侈之風。有些家境清寒無法拿出聘金的，也不得不借貸交出聘金。

## 魏晉時門當戶對的婚姻

### 婚姻制度極端化
魏晉南北朝時，因行九品中正制，形成「尊世冑、卑寒士」
，故此嫁娶亦開始轉向出身門第世家，而魏高祖時更出現皇親國戚與士民之家屬於非類婚姻。